# کازویا اوکامورا
کازویا اوکامورا (انگلیسی: Kazuya Okamura؛ زادهٔ ۱۵ دسامبر ۱۹۸۷) بازیکن فوتبال اهل ژاپن است.